# Jean du Mats de Montmartin
Jean du Mats de Montmartin, (ou encore du Mats de Montmartin), seigneur de Terchant et de Montmartin, militaire français, capitaine huguenot, époux de Marie de Feschal , 1575, mort au château de Terchant le 26 octobre 1625 à Ruillé-le-Gravelais et inhumé à Vitré ; chevalier des ordres du roi, gouverneur de Vitré.

## Biographie

### Origine
La famille du Mats est une famille d'ancienne chevalerie d'origine angevine portant : d'argent fretté de gueules de 6 pièces, au chef échiqueté d'or et de gueules de 2 traits. On compte parmi les personnalités notables de cette famille : Jean du Mas, évêque de Dol. Jean du Mats de Montmartin est le fils de Gilles du Mats et d'Anne de Guébriac.

### Protestantisme
Il embrassa la religion réformée aussitôt qu'elle commença à être professée en Bretagne. Il fut un des principaux auxiliaires de Gabriel Ier de Montgommery dans sa campagne de 1574. À ce titre, il signa, avec son chef et plusieurs autres protestants de marque, la lettre, par laquelle ils sollicitaient, une fois encore, l'intervention du Lord grand trésorier d'Angleterre pour obtenir d'Élisabeth Ire de nouveaux et prompts secours. Il prit part aux pilleries des fauxbourgs et environs de Domfront ainsi qu'à la mise à sac du domaine du sieur de Boispitard.
Carentan ayant été pris par Gabriel Ier de Montgommery et Colombières en mars 1574, il a certainement contribué à y organiser les moyens de défense, les travaux de siège lui semblant familiers. On ne sait s'il à suivi le comte de Ducey dans sa retraite sur Saint-Lô et dans sa fuite vers Domfront, ou s'il demeura à Carentan jusqu'à la reddition de cette place aux Royaux.
Forcé de se soustraire aux persécutions exercées contre ceux de sa religion, il se réfugia en Suisse, d'où il ne revint qu'en 1576, avec Guy XIX de Laval, comte de Laval, à la suite de l'édit de Beaulieu.

### Abjuration?
Le 9 février 1577, J. Huchedé, en l'absence de Pierre Triguel, prêtre, curé de l'église de Ruillé-le-Gravelais, « absent pour ses affaires urgentes, » signait un certificat de catholicité et de résidence délivré par celui-ci et relatif à « noble Jehan du Matz, seigneur de la seigneurie de Torchant située en lad. paroisse et y demeurant, fondateur de lad. paroisse, » et à « noble Marc de la Bachelottière, demeurant en sa seigneurie de la Gimbretière située en lad. paroisse, lequel sieur de la Bachelottière est homme d'armes de la compaignée de monsieur de Vassé. Ce certificat est fort suspect. En 1581, il fut député par la Bretagne à l'Assemblée politique de Montauban. En 1586, il fut envoyé au duc Jean-Casimir du Palatinat pour le presser d'entrer en campagne.

### Gouverneur de Vitré
Il avait rendu au roi de Navarre de signalés services comme officier d'artillerie à Rouen, à la bataille d'Arques, au premier siège de Paris, au Mans. Nommé en 1589 gouverneur de Vitré, la seule ville qui tînt alors avec Brest et Rennes pour Henri IV, il rendit de  grands services à ce prince jusqu'à l'entière pacification de la Bretagne.
Il est nommé conseiller chambellan du roi et maréchal de camp. La ville de Vitré ayant été investie au mois de juillet 1590 par les ligueurs, il commença par nettoyer des ligueurs Vitré et les environs.
Peu de temps après, les garnisons de Fougères et de Châtillon formèrent une entreprise sur le château de Vitré, qu'elles essayèrent de surprendre pendant la nuit : Montmartin repoussa les attaques des garnisons de Fougères, de Châtillon.
Montmartin était auprès du roi, le duc de Mercœur s'aboucha avec du Breil de Boisjouan, qui commandait en l'absence de ce dernier pour livrer le château. La tentative échoua grâce à l'intervention d'un officier nommé Raton, qui tua le traître et avec l'aide de trois soldats fit avorter ses projets.

### Guerres de religion en Bretagne et en Anjou
En 1591, après avoir fait, de concert avec Sébastien de Rosmadec, baron de Molac, le siège de Plimeu, qui fut forcé de capituler. Montmartin était alors maréchal de camp dans l'armée du prince de Dombes, et marcha à la rencontre du duc de Mercœur, qui s'avançait pour reprendre Guingamp et qui dut se retirer devant les excellentes dispositions prises par Montmartin.
Le prince de Dombes échoua au siège de Lamballe. Montmartin y reçut une blessure. François de La Noue meurt lors de ce combat. Le prince de Dombes put opérer sa retraite en bon ordre en se repliant sur Rennes. Arrivé à Saint-Méen, le prince de Dombes se trouva bientôt en présence du duc de Mercœur. Ce dernier, profitant de l'inaction du premier, se replia, sur Saint-Jouan. Bénéficiant de l'arrivée d'un renfort de 200  hommes, le prince de Dombes se décida enfin au combat. Montmartin, par ses ordres, fut chargé des dispositions de la bataille. Le succès obtenu dès la première charge n'a pas été suivi de la victoire, si le prince de Dombes décida de la retraite de ces troupes.
Montmartin est envoyé pour faire capituler après quelques jours de siège et 800 coups de canon Châtillon-en-Vendelais. Pendant qu'on traitait des conditions de la capitulation, presque tous les assiégés furent massacrés.
L'année suivante le prince de Dombes et le prince de Conti mirent le siège devant la ville de Craon. Le duc de Mercœur remporta une victoire complète.
Montmartin n'était pas alors en Bretagne. Il avait accompagné Henri IV au siège de Rouen. Il revint en hâte à Vitré, qui n'avait que quatre compagnies comme garnison. Il fortifia les faubourgs, où il logea les Anglais, la plupart blessés ou désarmés à Craon. Il jeta 1 200 hommes dans la ville. Le couvent des Augustins de Vitré ainsi que l'église sont incendiés le 17 juin 1592 par Jean du Mats de Montmartin. Le duc de Mercœur, qui comptait, à la faveur de la consternation produite par la bataille de Craon, sur une reddition immédiate, jugea prudent de s'éloigner et d'aller assiéger Malestroit.
Appelé trop tard par le duc de Montpensier pour secourir cette place, Montmartin se dirigea vers Dinan, où se trouvaient 300 Lorrains nouvellement entrés en Bretagne. Il les chargea et leur enleva leurs quartiers après leur avoir fait essuyer quelques pertes.
Le maréchal d'Aumont, nommé en 1592 commandant en Bretagne, ne fut pas plutôt arrivé dans cette province que, qu'il résolut d'assiéger  deux chefs de bandes, la famille Saint-Offange, partisan de la Ligue  dans leur repaire situé à Rochefort, sur le bord de la Loire, au-dessous d'Angers. Montmartin fut chargé de cette expédition. Il obtint d'abord quelques succès, et les assiégés auraient été forcés de capituler si Montmartin eût été exclusivement chargé des opérations du siège. À l'approche de l'hiver, et à défaut d'accord entre le prince de Conti et le maréchal d'Aumont, qui étaient venus le rejoindre, le siège fut levé.

### Secours d'hommes et d'argent
En 1593, il assista aux États de Bretagne tenus à Rennes, et participa aux délibérations, dont une des plus importantes eut pour résultat d'envoyer des députés à la reine Élisabeth et aux états généraux de Hollande, afin d'en obtenir des secours d'hommes et d'argent. Montmartin, désigné comme l'un d'eux, se rendit auprès du roi pour lui faire part de cette délibération.
Henri IV ayant donné son adhésion aux négociations que les députés devaient poursuivre en Angleterre et en Hollande, ils partirent au mois de février. Ils obtinrent d'Élisabeth la révocation du rappel de ses troupes, et réussirent à faire échouer toutes les tentatives de cette princesse et de ses ministres pour que la ville de Brest reçût un nombre d'Anglais égal à celui des Français formant la garnison. Tout ce qu'ils accordèrent en échange d'un nouveau secours de 5 000 hommes, ce fut d'ajouter l'île de Bréhat à la ville de Paimpol, qu'occupaient déjà les Anglais. De Londres, les députés se rendirent en Hollande, alors en guerre avec l'Espagne, ce qui les empêcha d'obtenir des États généraux des Provinces-Unies des secours immédiats. Il retournait en mai 1594 vers Élisabeth pour « avancer et arrester le secours » promis.

### Carrière militaire
La députation était de retour en Bretagne au mois de juin 1594. Il rentrait en France à la fin du mois de juin pour prendre part au siège de Laon. Il y construit une des cinq redoutes destinées à battre la ville et est pris, le 1er juillet 1594, dans les tranchées par les Ligueurs.
Vers la fin de 1594, le roi ayant envoyé en Bretagne trois régiments, trois compagnies suisses et trois compagnies de dragons, Montmartin fut chargé de prendre le commandement de ces troupes et de les cantonner à Rennes ou dans les environs.
Au commencement de 1595, il reçut ordre de les conduire au maréchal d'Aumont. Dès que Montmartin fut à Châtelaudren, il donna avis de sa marche au maréchal, qui lui enjoignit d'investir Corlay, ville au pouvoir de la ligue ou plutôt du brigand Fontenelle Montmartin cerna la ville et renferma Fontenelle dans le château. Montmartin employa un stratagème après l'arrivée du maréchal ayant déterminé Fontenelle à capituler.
La blessure mortelle que Jean VI d'Aumont, gouverneur de Bretagne reçut au siège du château de Comper, força Montmartin à se retirer. Anne d'Alègre, comtesse de Laval, protestante, pensant que son fils Guy XX de Laval, qui s'était rendu près d'Henri IV , allait embrasser la religion catholique et soupçonnant que Montmartin en ferait autant, profita de l'absence de Montmartin pour se rendre maîtresse, d'intelligence avec les habitants, de la ville de Vitré, et lui fit ôter son gouvernement.
Henri IV désavoua cette manœuvre de la comtesse de Laval. Il accorda au capitaine une indemnité de 10.000 ₶ dont la comtesse Anne d'Alègre dut payer la moitié, et l'attacha immédiatement à sa personne, tout en lui conservant son gouvernement, qu'il exerça par ses lieutenants. Lorsqu'en 1597 Henri IV sentit la nécessité d'arriver à l'entière pacification de la Bretagne, il chargea Montmartin de négocier avec Mercœur le désarmement des catholiques et, les négociations rompues, l'envoyant avec le titre de commissaire aux États de Bretagne pour en obtenir la levée des subsides nécessaires à l'anéantissement de toute résistance. Il y fit noter les dépenses de la guerre et compléta sa mission à Saint-Malo, dont les habitants s'offrirent à fournir au roi l'artillerie et l'argent dont il aurait besoin.
Il suivit le Charles II de Cossé, maréchal de Brissac au siège de Dinan, contribua avec Sébastien de Rosmadec à la prise de cette ville, dont il régla la capitulation. Après la séparation des états, il fut ensuite le principal négociateur qu'employa Henri IV pour déterminer le duc de Mercœur à se soumettre. Il conduisit Marie de Luxembourg, femme de Mercœur auprès du roi et auquel il rapporta à Rennes le traité de paix le 25 mars 1598.
Il ne paraît pas avoir séjourné dans la Bretagne après qu'elle fut entièrement rentrée sous l'obéissance d'Henri IV. En 1600, il participe au traitement du pasteur de l'Église réformée de Laval. Il garda son grade de maréchal, y joignit celui de conseiller d'État, mais ne se trouva plus directement mêlé qu'aux affaires qui intéressaient la Religion, s'opposant en 1614 à la publication en France des actes du concile de Trente et proposant en 1616 à l'Église réformée de Vitré de contribuer pour 150 ₶ à l'entretien d'un second ministre, de Pestère, qui viendrait tous les quinze jours célébrer en son château de Terchant.

### Mémoires

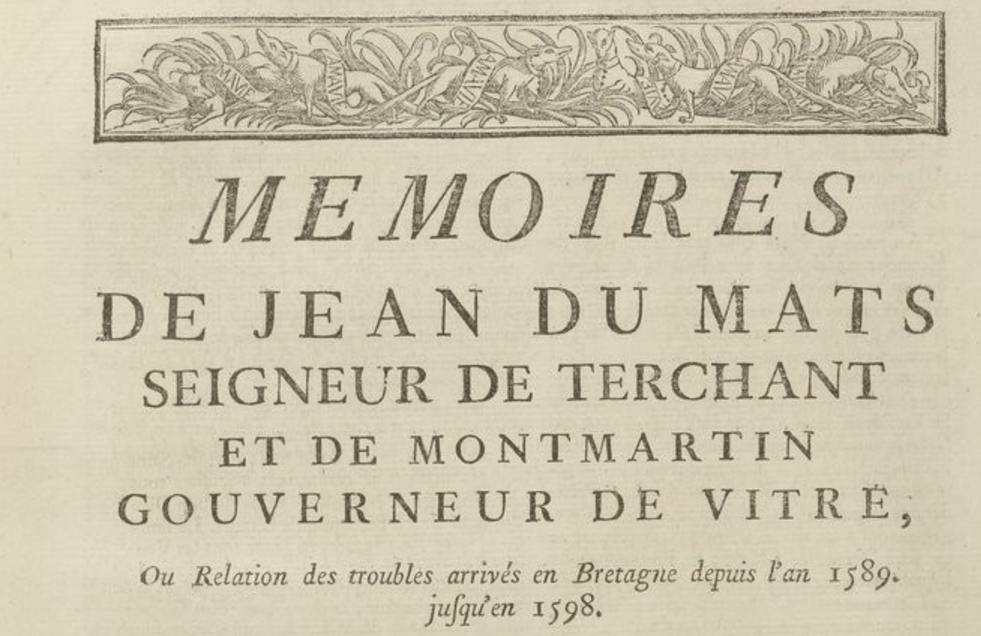
Histoire de Bretagne (1750-1756)

Montmartin a laissé un récit des événements auxquels il a pris part, sous ce titre : Mémoires de Jean du Mats, seigneur de Terchant et de Montmartin, gouverneur de Vitré, ou Relation des troubles arrivés en Bretagne depuis l'an 1589 jusqu'en 1598.' 
De nombreux documents prouvent que le maréchal résidait dans la dernière partie de sa vie au château de Terchant et confirment l'opinion émise par l'abbé Angot qu'il y écrivit ses Mémoires. Ces Mémoires se trouvent dans le Supplément aux Preuves de l'histoire de Bretagne de dom Morice et de dom Taillandier. * Ses Mémoires sont insérés dans l'Histoire de Bretagne, par dom Taillandier, pp. CCLXXVII et suivantes. Voir en ligne
On ignore si la mort de Montmartin a précédé ou suivi la publication d'un ouvrage qui parut sous son nom, intitulé État de ceux de la religion en France, Paris, 1615, in-8°.

### Famille
Montmartin mourut à Terchant le 26 octobre 1625 et fut inhumé à Vitré, au cimetière des protestants, auprès de sa femme, Marie de Feschal, protestante également et morte à Terchant le 26 décembre 1621. Ils avaient trois fils dont :
- Philippe, fils aîné, capitaine d'une compagnie à Vitré, en 1592, sous les ordres de son père, se trouve au siège du fort Crozon (1594), au siège de la Roche-Montbourchet. Il devient gouverneur de Vitré et meurt à Terchant, le 23 avril 1639, laissant de sa femme, Marguerite de Beaumanoir, plusieurs enfants, dont Philippe, né en octobre 1618, est assassiné au camp d'Aire-sur-la-Lys en Artois, le 17 juin 1641.
- Isaïe, dernier des trois fils, il fut baptisé le 16 décembre 1577 ; il devint gentilhomme ordinaire de la chambre du roi en 1609 et négocia en 1621 la reddition de Saint-Jean-d'Angély. Député général des protestants en 1622, il désapprouva la prise d'armes de Benjamin de Rohan (1625), qu'il qualifiait de « procédures indignes de la profession de chrétiens et de la fidélité que vrays François » devaient à leur roi, et s'entremit heureusement pour la conclusion de la paix. Il mourut, ou peut-être son neveu Isaïe, en la « maison de l'Esperonnière en Livré, près Craon, en Anjou, » le 10 juillet 1652, et fut inhumé à Vitré.

## Sources partielles
- « Jean du Mats de Montmartin », dans Louis-Gabriel Michaud, Biographie universelle ancienne et moderne : histoire par ordre alphabétique de la vie publique et privée de tous les hommes avec la collaboration de plus de 300 savants et littérateurs français ou étrangers, 2e édition, 1843-1865 [détail de l’édition]
- Abbé Angot, Monseigneur Pierre de Laval, 1913 .
- « Jean du Mats de Montmartin », dans Alphonse-Victor Angot et Ferdinand Gaugain, Dictionnaire historique, topographique et biographique de la Mayenne, Laval, A. Goupil, 1900-1910 [détail des éditions] (BNF 34106789, présentation en ligne)
- Société d'Agriculture, d'Archéologie et d'Histoire Naturelle du Département de la Manche, Saint-Lô. Notices, mémoires et documents, Volumes 8 à 12. Voir en ligne